# Formación Evanston
La Formación Evanston es una formación geológica de Wyoming, que data del Cretácico superior. Esta formación es conocida por contener fósiles de dinosaurios.

## Dinosaurios
| Los dinosaurios reportados en la Formación Evanston | Los dinosaurios reportados en la Formación Evanston | Los dinosaurios reportados en la Formación Evanston | Los dinosaurios reportados en la Formación Evanston | Los dinosaurios reportados en la Formación Evanston | Los dinosaurios reportados en la Formación Evanston | Los dinosaurios reportados en la Formación Evanston |
| Género                                              | Especies                                            | Ubicación                                           | Posición estratigráfica                             | Material                                            | Notas                                               | Imágenes                                            |
| --------------------------------------------------- | --------------------------------------------------- | --------------------------------------------------- | --------------------------------------------------- | --------------------------------------------------- | --------------------------------------------------- | --------------------------------------------------- |
| Triceratops                                         | T.horridus                                          |                                                     |                                                     |                                                     |                                                     |                                                     |
| Triceratops                                         | T.prorsus                                           |                                                     |                                                     |                                                     |                                                     |                                                     |
| Triceratops                                         | T.flabellatus                                       |                                                     |                                                     |                                                     | Un ceratópsido, en realidad es T.horridus.          |                                                     |

En la Formación Evanston de Wyoming, se ha descubierto una especie no descrita de Alamosaurus, un género de dinosaurio saurópodo perteneciente a la familia de los titanosaurianos. Este hallazgo ha proporcionado información adicional sobre la diversidad y evolución de los dinosaurios en la región durante el Cretácico superior.